# 村上工業
村上工業株式会社（むらかみこうぎょう）は、愛媛県大洲市に本社を置く建設会社。

## 概要
元社長の村上清吉が大洲市長を務めるなど、大洲市を代表する老舗企業である。グループ会社に不動産業を営む村上住宅株式会社、大洲ゴルフ倶楽部を運営する大洲観光株式会社などがある。
1998年5月期に完工高約60億円を計上したが、公共工事の減少が響き、2005年5月期には売上高は16億6,000万円にまで落ち込んだ。また経営多角化や造成地の開発、2005年10月に廃業した関連会社の村上集成材の債務肩代わりなどで、有利子負債が拡大した。経営再建に取り組む中で、2005年12月に設立した新会社の「村建」が請負契約や従業員を継承。資産や負債は旧社に残し土地などを処分する一方、金融機関に債務免除などを要請し会社を清算した。村建は会社分割する2006年3月29日付で「村上工業株式会社」へ商号変更して事業継続している。

## 沿革
- 1949年
  - 3月 - 村上建設産業株式会社として設立。
  - 12月 - 建設業者登録。愛媛県知事登録 第692号。
- 1952年4月 - 村上建設（個人営業）へ組織変更。
- 1954年3月 - 建設業者登録。建設大臣登録 (ハ) 第3532号。
- 1963年4月 - 村上工業株式会社へ組織変更。
- 1973年11月 - 建設業者登録。建設大臣許可 第2344号。
- 1993年8月 - 本社を現在地へ移転。
- 2005年12月 - 村建を設立。
- 2006年
  - 2月 - 建設業者登録。愛媛県知事許可 第15898号。
  - 3月 - 村建（村上工業株式会社に商号変更）に建設・土木・不動産賃貸の3事業を会社分割して、事業譲渡[3]。

## 施工実績

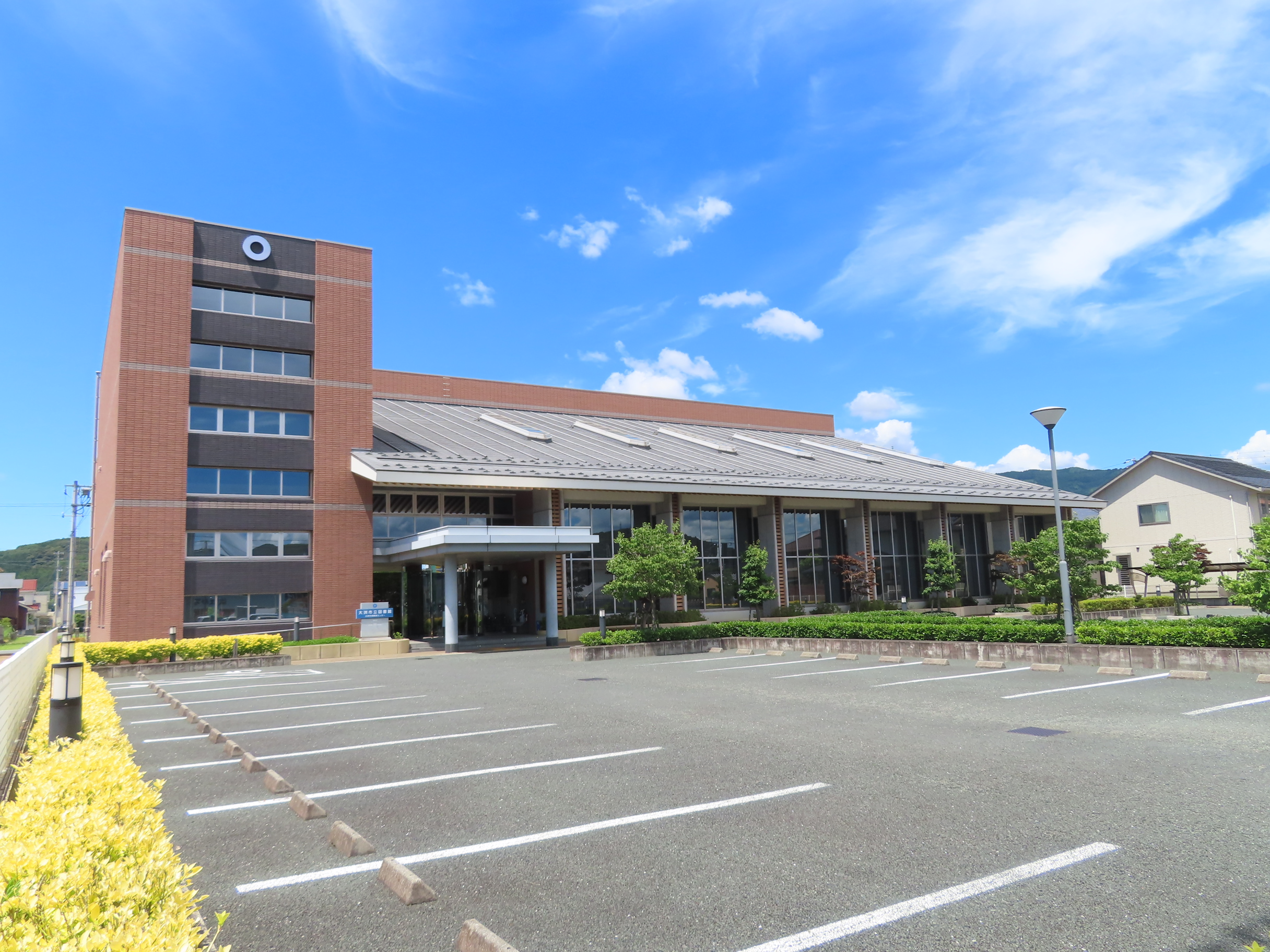
大洲市立図書館

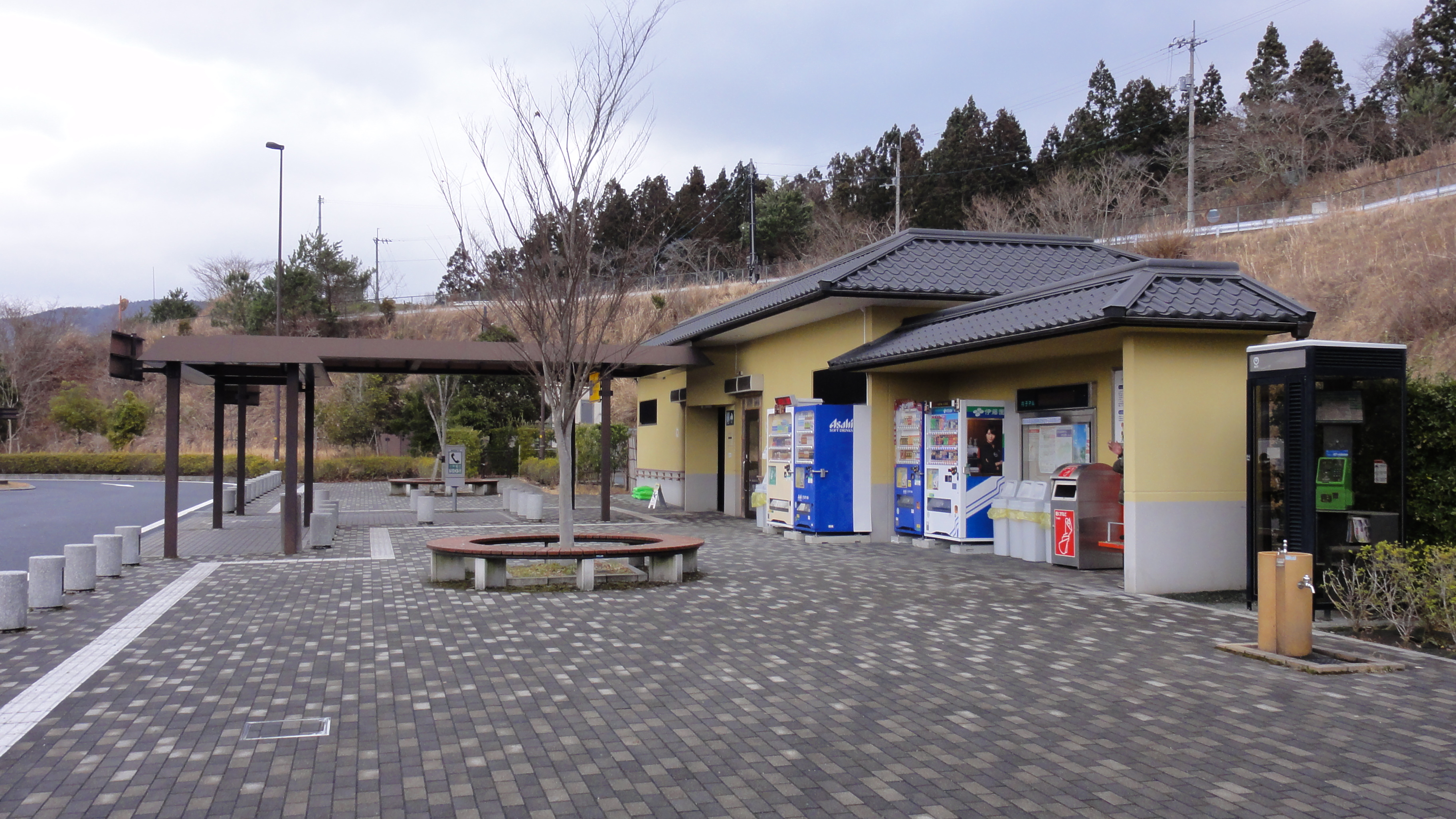
松山自動車道内子パーキングエリア休憩施設

出典：村上工業公式サイト「施工実績」
新築工事
- 愛媛県大洲庁舎
- 大洲市立図書館
- 大洲市立肱川中学校
- 大洲市立長浜中学校
- 災害公営住宅平団地
- 松山自動車道内子パーキングエリア休憩施設
- 伊予銀行岩崎社宅
- 喜多医師会病院
- 特別養護老人ホーム「ぎおん」
- 有料老人ホーム「空海の里」

増改築工事
- 帝京第五高等学校学生寮（増築）
- 大洲市立大洲南中学校屋内運動場（改築）

土木工事
- 松山自動車道稲生改良工事
- 山鳥坂ダム月野尾工事用道路工事
- 山鳥坂ダム新入船橋左岸仮設構台設置工事
- 肱川冨士橋撤去工事
- 武田川樋門工事

ほか

## 関連会社
- 村上住宅株式会社（法人番号：6500001007772）愛媛県大洲市北只175番地
- 大洲観光株式会社（法人番号：8500001007655）愛媛県大洲市野佐来879番地 - 大洲ゴルフ倶楽部を運営。

ほか